# Günter Möckel
Günter Möckel (* 4. November 1933 in Zwickau; † 19. Oktober 2019 in Dresden) war ein deutscher General der Nationalen Volksarmee (NVA) der Deutschen Demokratischen Republik.
Er war Chef des Wehrbezirkskommandos Karl-Marx-Stadt (1986–1988) und vordem Kommandeur der 7. Panzerdivision der NVA (1979–1985).

## Leben

### Herkunft und Ausbildung
Günter Möckel wuchs als Sohn eines Zimmermanns in einer Arbeiterfamilie unter einfachen Verhältnissen in Zwickau auf. Dort besuchte er die Volksschule, die er mit der 8. Klasse abschloss. Von 1948 bis 1951 war er als Hilfsarbeiter und Papiermacher tätig und absolvierte im Anschluss ein zweijähriges Studium an der Fachschule Altenberg (Erzgebirge).
Mit seinem freiwilligen Eintritt am 2. Januar 1953 in die bewaffneten Organe der DDR wurde er Angehöriger der Kasernierten Volkspolizei (KVP) und entschloss sich, die Offizierslaufbahn einzuschlagen. Er wurde als Offiziersschüler an der KVP A-Schule Döbeln (Infanterieschule) ausgebildet, die er 1955 erfolgreich mit der Ernennung zum ersten Offiziersdienstgrad abschloss. Er trat 1955 in die SED ein.

### Laufbahn im Truppen- und Stabsdienst
Günter Möckel war in seiner ersten Offiziersdienststellung ab 1955 zunächst als Zugführer im KVP C-Kommando Spremberg (Schweres Panzer- und SFL-Kommando) der KVP-Bereitschaft Dresden eingesetzt. Anfang 1956 wurde Möckel in die Nationale Volksarmee (NVA) der DDR übernommen und diente somit nun in der 7. Panzerdivision (7. PD) als Zugführer im Panzerregiment PR-14 – am Standort in Spremberg.
Bis 1959 war er anschließend Kompaniechef im Panzerregiment PR-15 – ab 1958 am Standort in Cottbus. Berufsbegleitend erwarb er den Schulabschluss der 10. und 12. Klasse in Grundlagenfächern.
Von 1960 bis 1963 absolvierte Günter Möckel als Offiziershörer ein Direktstudium für Truppenkommandeure der operativ-taktischen Führungsebene an der Militärakademie „Friedrich Engels“ (MAFE) in Dresden, das er an der Fakultät Landstreitkräfte als Diplom-Militärwissenschaftler (Dipl.-Mil.) 1963 abschloss.
Nach dem Diplomstudium diente er weiter in der 7. Panzerdivision (NVA) als  Bataillonskommandeur (1963–1965) im Panzerregiment PR-14 „Karol Świerczewski“.
1965 übernahm Möckel die Dienststellung 1. Stellvertreter des Kommandeurs im Panzerregiment PR-16 „Leo Jogiches“ und war ab 1967 bis 1972 Kommandeur des Panzerregiments 16 – am Standort in Großenhain.
Von 1972 bis 1975 absolvierte Günter Möckel, nach einem Vorbereitungsjahr in der UdSSR, in einem zweijährigen Direktstudium an der Militärakademie des Generalstabes der Streitkräfte der UdSSR eine operativ-strategische Kommandeursausbildung, die er im Sommer 1975 mit dem Diplom der Generalstabsakademie abschloss.
Nach seiner Rückkehr aus der UdSSR wurde er zunächst als Stellvertreter des Kommandeurs für Ausbildung (1975–1979) in der 7. Panzerdivision eingesetzt – Standort des Stabes in Dresden.
Ab 1. November 1979 wurde Möckel Kommandeur der 7. Panzerdivision. Am 7. Oktober 1983 wurde er zum Generalmajor ernannt. Ab 1985, nach der Übergabe der Division 1985, folgte seine Teilnahme am Akademischen Kurs „Organisation“ (Organisationslehrgang), den er erfolgreich 1986 abschloss.
Anschließend übernahm Möckel 1986 die Dienststellung Chef des Wehrbezirkskommandos (CWBK) Karl-Marx-Stadt bis zu seiner Entlassung am 30. November 1988. Im Verteidigungszustand übernahm das WBK die Funktion des Stabes der Bezirkseinsatzleitung (BEL). Während dieser Zeit war er in die SED-Bezirksleitung Karl-Marx-Stadt gewählt worden.
Günter Möckel lebte nach Erreichen des Rentenalters in Dresden. Er verstarb dort im Jahr 2019 und wurde auf dem St. Markus Friedhof Dresden (Lage) beigesetzt.

## Auszeichnungen
- 1985 Vaterländischer Verdienstorden in Bronze
- Kampforden „Für Verdienste um Volk und Vaterland“ in Gold